# Louis Gallois
Louis Gallois (Montauban, 26 gennaio 1944) è un dirigente d'azienda francese, amministratore delegato di EADS (oggi Airbus Group) dal 2007 al 2012..

## Biografia
Gallois ha diretto diversi dipartimenti governativi durante la sua carriera.
È stato nominato capo del gabinetto civile e militare del Ministero della Difesa francese (1988-1989). È stato presidente e amministratore delegato di Snecma, produttore di aerei e motori a razzo, dal 1989 al 1992, quando divenne amministratore delegato di Aérospatiale, una compagnia aerea statale francese. Ha diretto l'azienda fino al 1996, quando è diventato presidente della SNCF, la compagnia ferroviaria nazionale francese.
Gallois è entrato in EADS il 2 luglio 2006 in seguito alle dimissioni di Noël Forgeard. Forgeard si è dimesso in seguito alle accuse di insider trading, che ha negato. Forgeard aveva venduto le azioni EADS settimane prima che la sua controllata Airbus annunciasse che l'Airbus A380 sarebbe stato nuovamente ritardato. L'annuncio ha causato un calo del 26% nel prezzo delle azioni EADS.
Il 9 ottobre 2006, Gallois ha sostituito Christian Streiff come amministratore delegato del produttore di aeromobili Airbus S.A.S. Il 16 luglio 2007, la struttura gestionale di EADS è stata modificata e Gallois è stato nominato CEO di EADS per un periodo di cinque anni. È stato sostituito il 31 maggio 2012 dall'allora CEO di Airbus Tom Enders.
Gallois è membro del consiglio di amministrazione dell'École Centrale Paris e presidente della Fondation Villette-Entreprises. Nel 2012, subito dopo aver lasciato EADS, Gallois è diventato il commissario per gli investimenti del governo. Ha ricoperto l'incarico fino al 2014.
Nel giugno 2012 è stato eletto presidente della FNARS (Fédération nationale des Associations d'accueil et de réinsertion sociale), un gruppo focalizzato su azioni sociali e di solidarietà.
Louis Gallois si è laureato all'HEC Paris e all'ENA.